# Charlotte (Luxemburg)

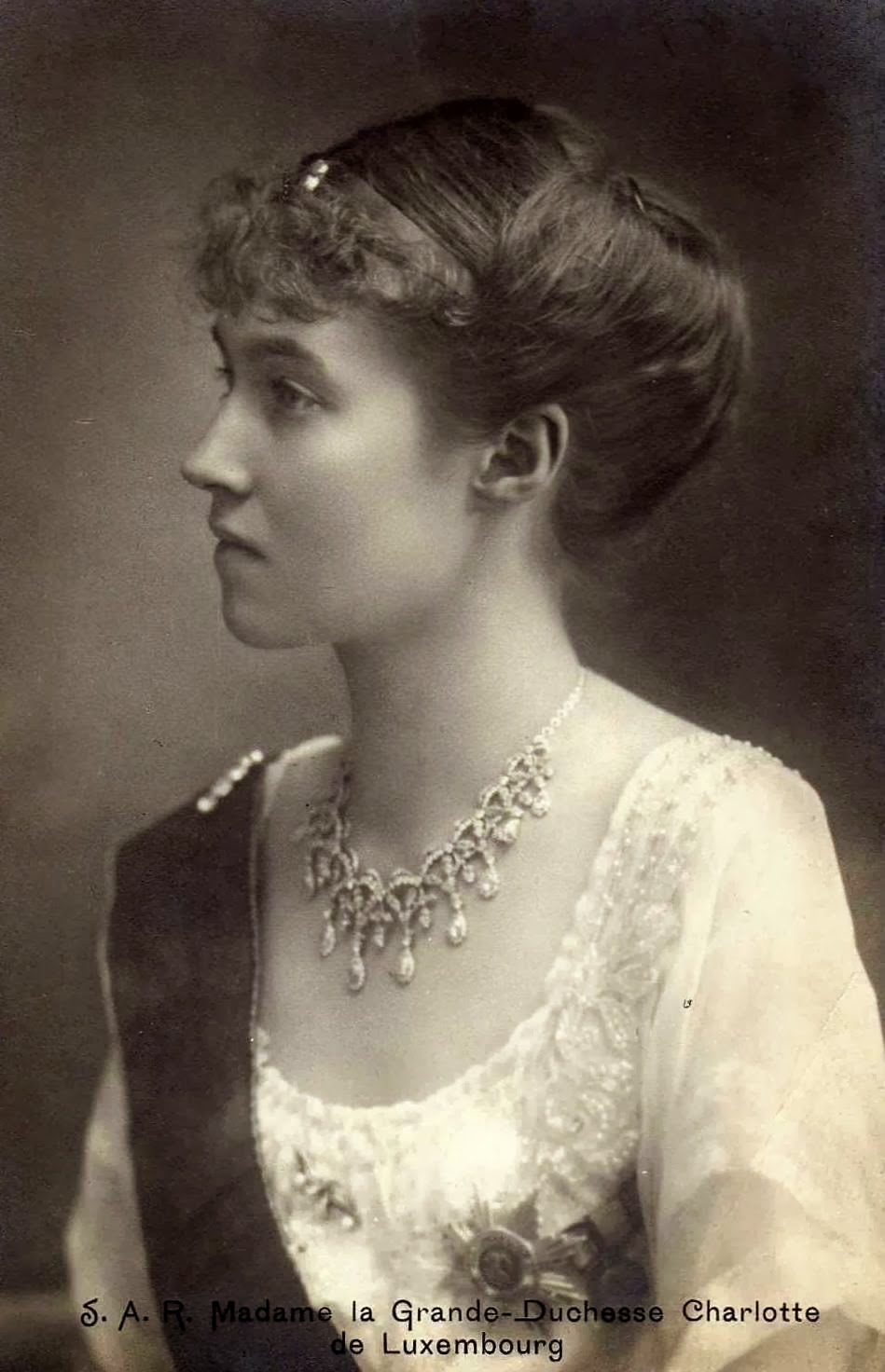
Großherzogin Charlotte von Luxemburg, Herzogin von Nassau (1919)

Charlotte von Nassau-Weilburg (* 23. Januar 1896 auf Schloss Berg in Luxemburg; † 9. Juli 1985 auf Schloss Fischbach; vollständiger Name Charlotte Adelgonde Élisabeth Marie Wilhelmine) war von 1919 bis 1964 Großherzogin von Luxemburg, Herzogin von Nassau.

## Leben
Charlotte war die zweitälteste der sechs Töchter von Großherzog Wilhelm IV. von Luxemburg (1852–1912) und Infantin Maria Anna von Portugal (1861–1942). Nach der Abdankung ihrer Schwester Marie-Adelheid folgte ihr Charlotte als Großherzogin von Luxemburg am 15. Januar 1919. Das Referendum vom 28. September 1919 bestätigte die konstitutionelle Erbmonarchie unter Großherzogin Charlotte.
Am 6. November 1919 heiratete sie ihren Cousin Prinz Felix von Bourbon-Parma, den Bruder von Zita, der letzten Kaiserin von Österreich und Königin von Ungarn, mit dem sie sechs Kinder hatte: Jean, der am 5. Januar 1921 geboren wurde und ihr Nachfolger wurde, Elisabeth (1922–2011), Marie-Adelheid (1924–2007), Marie-Gabrielle (1925–2023), Charles (1927–1977) und Alix (1929–2019).
Mit der Verfassungsreform von 1919 wurden die Vorrechte der Krone eingegrenzt und neu definiert. Die souveräne Macht oblag nun nicht mehr der Person des Großherzoges, sondern der Nation. Die Befugnisse des Souveräns beschränkten sich auf „jene, die ihm formell durch die Verfassung und die besonderen Gesetze zugewiesen“ waren. Dadurch wurde jede eigenständige Politik unmöglich gemacht, und Charlotte griff, anders als noch ihre Schwester und Amtsvorgängerin Marie-Adelheid, während der Ministerkrise von 1925 und den Ereignissen von 1937 um das Ordnungsrecht nicht ein. Außerdem unterhielt sie von 1926 bis zum Ende ihrer Regierungszeit ein herzliches und vertrauensvolles Verhältnis zum Regierungspräsidenten Joseph Bech.
Nach der Besetzung Luxemburgs am 10. Mai 1940 durch deutsche Truppen floh die Großherzogin mit ihrer Familie und der Regierung über Frankreich, Portugal und die Vereinigten Staaten ins Exil in die kanadische Metropole Montréal, wobei die Großherzogin nicht zusammen mit ihrer Familie das Schiff in die USA bestieg, sondern zunächst in Lissabon verblieb und vor der Überfahrt über den Atlantik einen Zwischenhalt in London einlegte, wo ein Teil der Exilregierung blieb.
Von 1940 bis 1944 wurde die Großherzogin durch ihre Radioansprachen über die BBC zum Symbol der Freiheit und Unabhängigkeit ihres Landes. Während dieser Zeit besuchte sie 1941 auch luxemburgische Auswanderergruppen und Vereine in den Vereinigten Staaten. Anschließend reiste sie 1942 und 1943 auf sogenannten „Good Will Tours“ durch die Vereinigten Staaten.
Am 25. August 1942 wurde die großherzogliche Familie von US-Präsident Roosevelt empfangen.
Am 10. September 1944 wurde die Stadt Luxemburg durch amerikanische Truppen befreit. Prinz Felix und Erbgroßherzog Jean kehrten noch am selben Tag zurück und wurden von der Bevölkerung begeistert empfangen.
Am 14. April 1945 kehrte auch die Großherzogin aus dem Exil zurück. In der darauf folgenden Zeit besuchte sie die während der Ardennenoffensive zerstörten Dörfer und Städte des Landes. Am 29. Juni 1945 wurde der kleine luxemburgische Armeeteil innerhalb der alliierten Truppen, die sog. Brigade Piron oder La Luxembourg battery, in Anwesenheit von Charlotte und Félix in der Hauptstadt offiziell demobilisiert.
Am 12. November 1964 dankte Großherzogin Charlotte von Luxemburg nach einer Amtszeit von 45 Jahren zugunsten ihres Sohnes Jean ab.
Am 9. Juli 1985 starb Großherzogin Charlotte 89-jährig auf Schloss Fischbach und wurde in der Krypta der Kathedrale von Luxemburg beigesetzt.

## Vorfahren
| Ahnentafel: Charlotte, Großherzogin von Luxemburg (1919–1964) | Ahnentafel: Charlotte, Großherzogin von Luxemburg (1919–1964)                                               | Ahnentafel: Charlotte, Großherzogin von Luxemburg (1919–1964)                                                  | Ahnentafel: Charlotte, Großherzogin von Luxemburg (1919–1964)                                              | Ahnentafel: Charlotte, Großherzogin von Luxemburg (1919–1964)                                                         | Ahnentafel: Charlotte, Großherzogin von Luxemburg (1919–1964)                                                    | Ahnentafel: Charlotte, Großherzogin von Luxemburg (1919–1964)                                                    | Ahnentafel: Charlotte, Großherzogin von Luxemburg (1919–1964)                                                           | Ahnentafel: Charlotte, Großherzogin von Luxemburg (1919–1964)                                                           |
| ------------------------------------------------------------- | --- | --- | --- | --- | --- | --- | --- | --- |
| Ururgroßeltern                                                | Fürst Friedrich Wilhelm (Nassau-Weilburg) (1768–1816) ⚭ 1788 Gräfin Isabelle zu Sayn-Hachenburg (1772–1827) | Herzog Friedrich (Sachsen-Altenburg) (1763–1834) ⚭ 1785 Herzogin Charlotte zu Mecklenburg-Strelitz (1769–1818) | Erbprinz Friedrich von Anhalt-Dessau (1769–1814) ⚭ 1792 Prinzessin Amalie von Hessen-Homburg (1774–1846)   | Landgraf Wilhelm von Hessen-Kassel-Rumpenheim (1787–1867) ⚭ 1810 Prinzessin Louise Charlotte von Dänemark (1789–1864) | König Peter III. (Portugal) (1717–1786) ⚭ 1760 Königin Maria I. (Portugal) (1734–1816)                           | König Karl IV. (Spanien) (1748–1819) ⚭ 1765 Prinzessin Maria Luise von Bourbon-Parma (1751–1819)                 | Fürst Karl (Löwenstein-Wertheim-Rosenberg) (1783–1849) ⚭ 1799 Gräfin Sophie zu Windisch-Grätz (1784–1848)               | Fürst Karl Ludwig (Hohenlohe-Langenburg) (1762–1825) ⚭ 1789 Gräfin Amalie Henriette zu Solms-Baruth (1768–1847)         |
| Urgroßeltern                                                  | Herzog Wilhelm I. (Nassau) (1792–1839) ⚭ 1813 Prinzessin Luise von Sachsen-Hildburghausen (1794–1825)       | Herzog Wilhelm I. (Nassau) (1792–1839) ⚭ 1813 Prinzessin Luise von Sachsen-Hildburghausen (1794–1825)          | Prinz Friedrich August von Anhalt-Dessau (1799–1864) ⚭ 1832 Prinzessin Marie von Hessen-Kassel (1814–1895) | Prinz Friedrich August von Anhalt-Dessau (1799–1864) ⚭ 1832 Prinzessin Marie von Hessen-Kassel (1814–1895)            | König Johann VI. (Portugal) (1767–1826) ⚭ 1785 Prinzessin Charlotte Joachime von Spanien (1775–1830)             | König Johann VI. (Portugal) (1767–1826) ⚭ 1785 Prinzessin Charlotte Joachime von Spanien (1775–1830)             | Erbprinz Konstantin zu Löwenstein-Wertheim-Rosenberg (1802–1838) ⚭ 1829 Prinzessin Marie Agnes zu Hohenlohe (1804–1835) | Erbprinz Konstantin zu Löwenstein-Wertheim-Rosenberg (1802–1838) ⚭ 1829 Prinzessin Marie Agnes zu Hohenlohe (1804–1835) |
| Großeltern                                                    | Großherzog Adolph (1817–1905) ⚭ 1851 Prinzessin Adelheid Marie von Anhalt-Dessau (1833–1916)                | Großherzog Adolph (1817–1905) ⚭ 1851 Prinzessin Adelheid Marie von Anhalt-Dessau (1833–1916)                   | Großherzog Adolph (1817–1905) ⚭ 1851 Prinzessin Adelheid Marie von Anhalt-Dessau (1833–1916)               | Großherzog Adolph (1817–1905) ⚭ 1851 Prinzessin Adelheid Marie von Anhalt-Dessau (1833–1916)                          | König Michael I. (Portugal) (1802–1866) ⚭ 1851 Prinzessin Adelheid von Löwenstein-Wertheim-Rosenberg (1831–1909) | König Michael I. (Portugal) (1802–1866) ⚭ 1851 Prinzessin Adelheid von Löwenstein-Wertheim-Rosenberg (1831–1909) | König Michael I. (Portugal) (1802–1866) ⚭ 1851 Prinzessin Adelheid von Löwenstein-Wertheim-Rosenberg (1831–1909)        | König Michael I. (Portugal) (1802–1866) ⚭ 1851 Prinzessin Adelheid von Löwenstein-Wertheim-Rosenberg (1831–1909)        |
| Eltern                                                        | Großherzog Wilhelm IV. (1852–1912) ⚭ 1893 Infantin Maria Anna von Portugal (1861–1942)                      | Großherzog Wilhelm IV. (1852–1912) ⚭ 1893 Infantin Maria Anna von Portugal (1861–1942)                         | Großherzog Wilhelm IV. (1852–1912) ⚭ 1893 Infantin Maria Anna von Portugal (1861–1942)                     | Großherzog Wilhelm IV. (1852–1912) ⚭ 1893 Infantin Maria Anna von Portugal (1861–1942)                                | Großherzog Wilhelm IV. (1852–1912) ⚭ 1893 Infantin Maria Anna von Portugal (1861–1942)                           | Großherzog Wilhelm IV. (1852–1912) ⚭ 1893 Infantin Maria Anna von Portugal (1861–1942)                           | Großherzog Wilhelm IV. (1852–1912) ⚭ 1893 Infantin Maria Anna von Portugal (1861–1942)                                  | Großherzog Wilhelm IV. (1852–1912) ⚭ 1893 Infantin Maria Anna von Portugal (1861–1942)                                  |
| Großherzogin Charlotte von Luxemburg (1896–1985)              | | | | | | | | |

## Nachkommen
Charlotte heiratete 1919 Prinz Felix von Bourbon-Parma (1893–1970). Das Paar hatte sechs Kinder:
- Jean Benoît Guillaume Robert Antoine Louis Marie Adolphe Marc d’Aviano (1921–2019) ⚭ 1953 Prinzessin Joséphine Charlotte von Belgien
- Élisabeth Hilda Zita Marie Anna Antoinette Friederike Wilhelmine Louise (1922–2011) ⚭ 1955 Franz Ferdinand Herzog von Hohenberg (1927–1977), Sohn des Maximilian Hohenberg, Enkel von Franz Ferdinand von Österreich-Este
- Marie-Adélaïde Louise Thérèse Wilhelmine (1924–2007) ⚭ 1958 Carl Joseph Graf Henckel von Donnersmarck (1928–2008), Enkel des Grafen Edwin Henckel von Donnersmarck
- Marie Gabrielle Adelgunde Wilhelmine Louise (1925–2023) ⚭ 1951 Knud Graf von Holstein-Ledreborg (1919–2001)
- Charles Frédéric Louis Guillaume Marie (1927–1977) ⚭ 1967 Joan Douglas-Dillon (* 1935), Tochter von C. Douglas Dillon
- Alix Marie Anne Antoinette Charlotte Gabrielle (1929–2019) ⚭ 1950 Antoine Fürst von Ligne (1925–2005)

## Film
- Léif Lëtzebuerger … D'Grande-Duchesse am Exil 1940–1945. Britisch-luxemburgischer Dokumentarfilm von Ray Tostevin, 2007

## Notizen
1. ↑  I.K.H. Großherzogin Charlotte. In: monarchie.lu. Abgerufen am 2. Juli 2025.
2. ↑  Philippe Bernier Arcand: L’exil québécois du gouvernement du Luxembourg. In: Histoire Québec. Band 15, Nr. 3, 2010, ISSN 1201-4710, S. 19–26 (erudit.org [abgerufen am 14. Mai 2023]).
3. ↑  Bild: Charlotte und Félix verabschieden die Brigade Piron, 1945. Luxemburger Wort, 15. September 2014

| Vorgängerin    | Amt                                  | Nachfolger |
| -------------- | ------------------------------------ | ---------- |
| Marie-Adelheid | Großherzogin von Luxemburg 1919–1964 | Jean       |

| Personendaten    | Personendaten                                                |
| ---------------- | ------------------------------------------------------------ |
| NAME             | Charlotte                                                    |
| ALTERNATIVNAMEN  | Nassau-Weilburg, Charlotte von                               |
| KURZBESCHREIBUNG | luxemburgische Großherzogin, Herzogin von Nassau (1919–1964) |
| GEBURTSDATUM     | 23. Januar 1896                                              |
| GEBURTSORT       | Schloss Berg                                                 |
| STERBEDATUM      | 9. Juli 1985                                                 |
| STERBEORT        | Schloss Fischbach                                            |